# Slottet i Rochecourbon

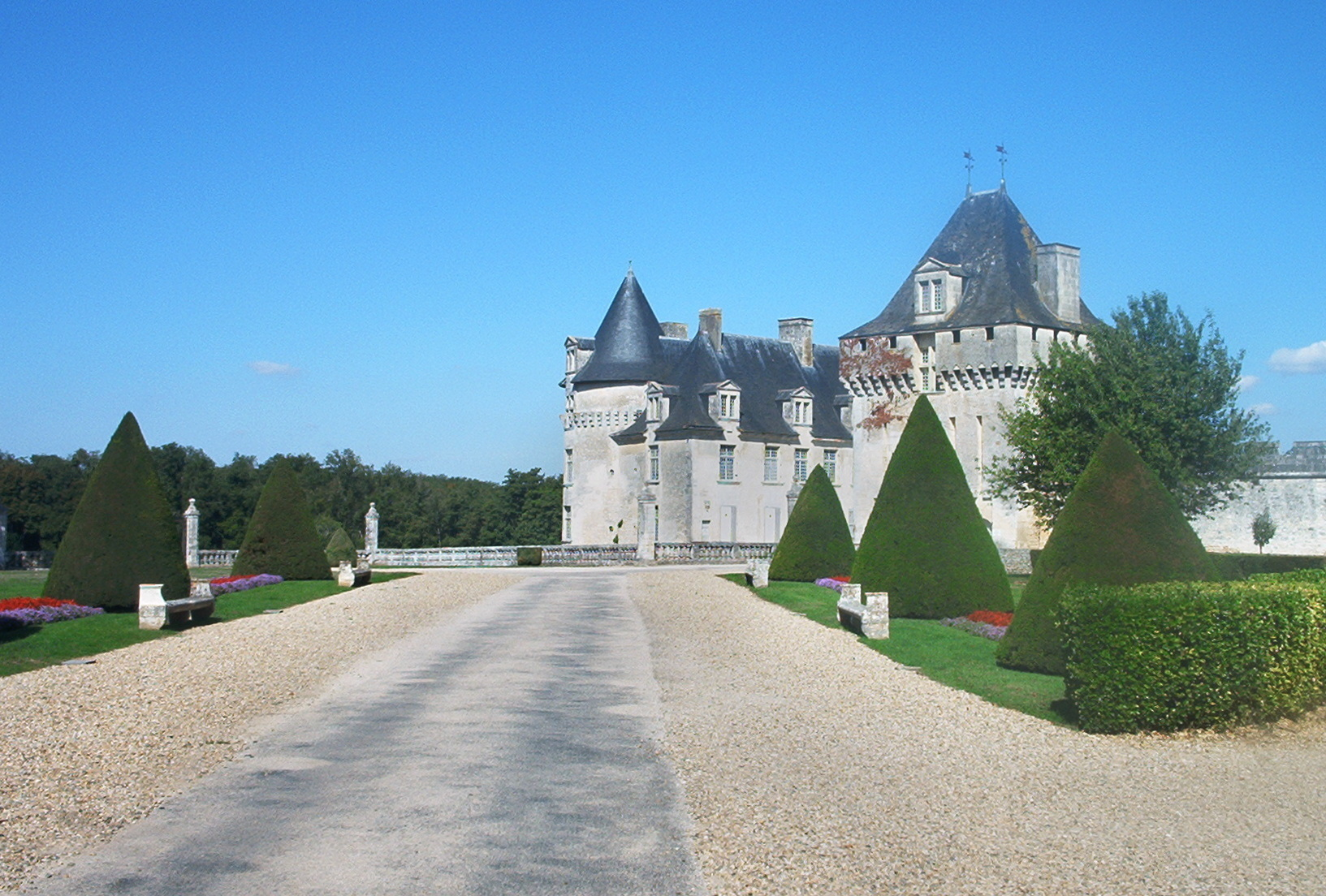
Infarten till Rochecourbon

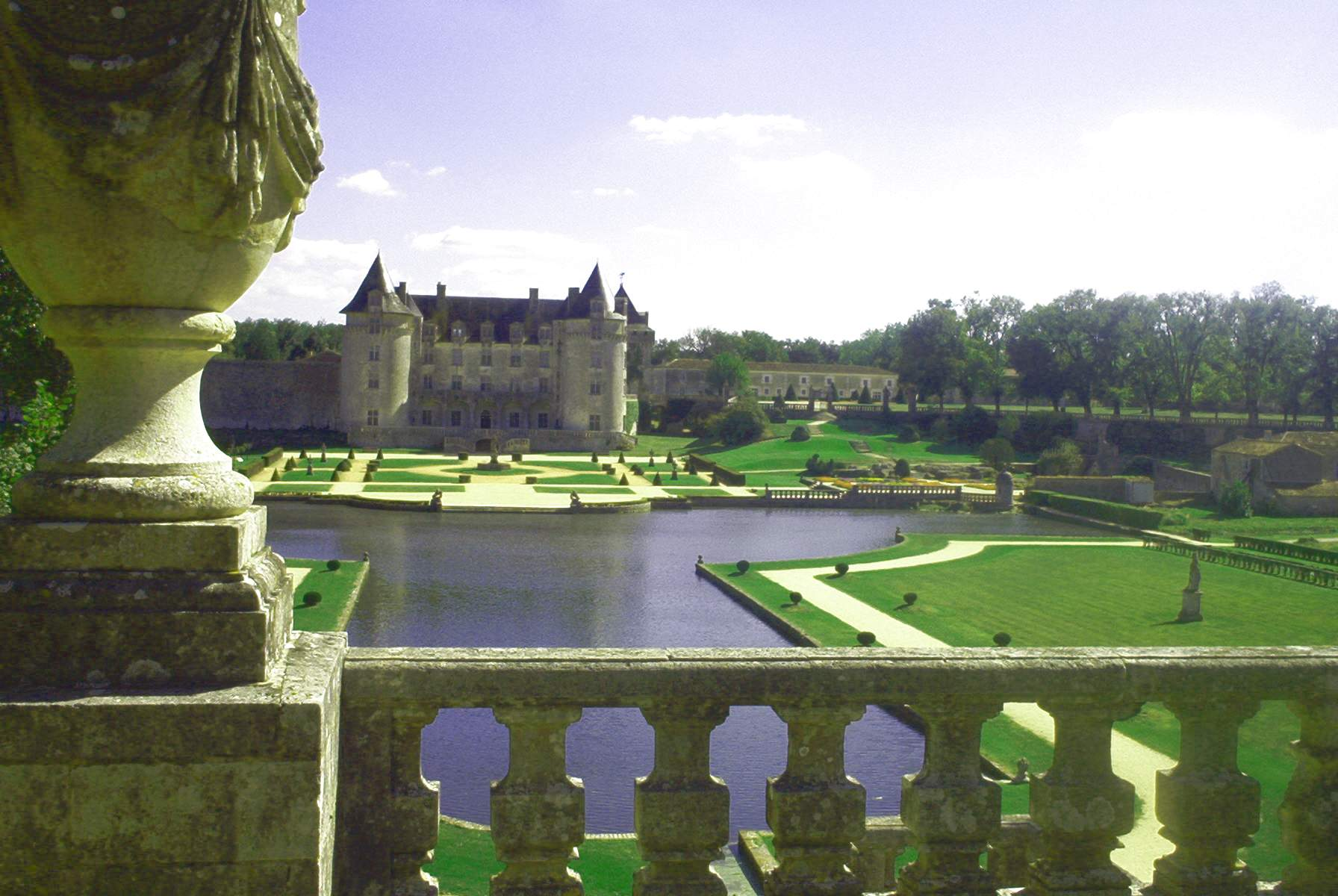
Spegeldammen

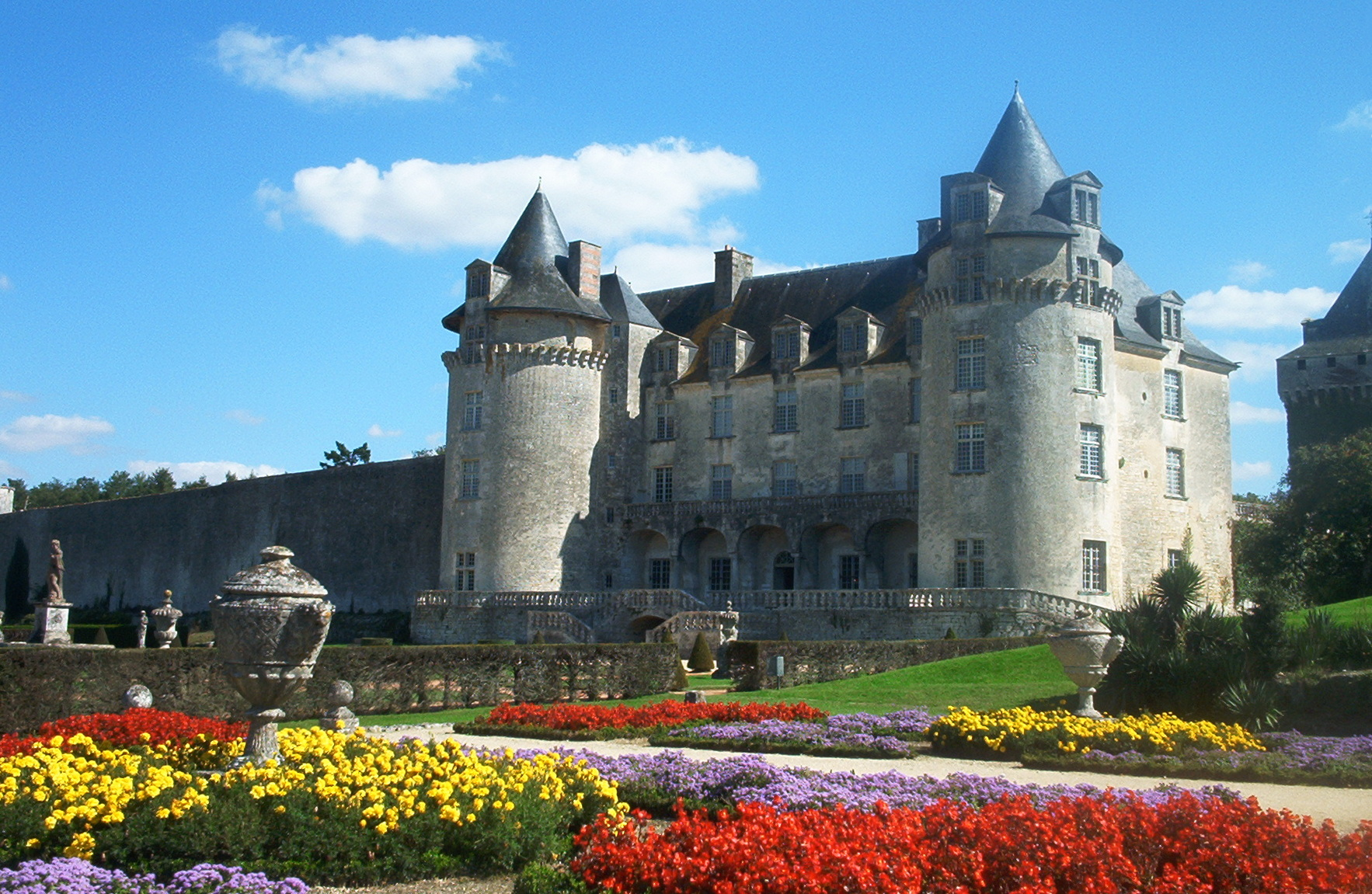
Blomgårdarna

Slottet i Rochecourbon (franska: Château de la Rochecourbon eller Château de la Roche Courbon) ligger i det franska departementet Charente-Maritime. Det ligger i Saint-Porchaire mellan Saintes och Rochefort.

## Historik
Slottet byggdes på 1400-talet på en berggrund mitt i ett kärr och förvandlades till ett elegant residens av Jean-Louis de Courbon under 1600-talet. Eftersom markisen inte ville fly under den franska revolutionen, såldes aldrig slottet. Hans dotter Charlotte gifte sig med en personlig assistent till Napoleon I. Eftersom underhållet var så dyrt låg slottet övergivet under de följande 100 åren.
Entrén till egendomen utgörs av den så kallade Lejonporten, en stor 1600-talskonstruktion. Innanför vallgraven finns ett medeltida torn med machicolation.
Från renässansterrassen leder ett tvåvånings trapphus till de franska parkerna med en rad terrasser och balustrader. I parkerna finns orkidéer, blomgårdar, geometriska blomrabatter och gångar som omger den lilla sjön spegeldammen. Floden Bruant förser parkerna med vatten. Bortom floden leder en ornamenterad trappa till en högre höjd på den bortre sidan av floden.
På marknivå i sandstensklipporna i skogen nära floden Bruant finns grottbostäder från stenåldern. I tornet finns ett museum som visar förhistoriska föremål från bland annat den tiden.
Pierre Loti (1850–1923) tillbringade sina ledigheter med sin syster i Saintongeregionen. På sina utflykter upptäckte han Rochecourbon i ett övergivet ruinmässigt skick. Tack vare sin berömmelse gjorde han slottet känt genom att kalla det Skogens sovande skönhet och startade en kampanj för att rädda det och den omgivande skogen.
Paul Chénereau (1869–1967), från trakten, köpte slottet och restaurerade det till sitt tidigare praktfulla utseende. Idag bor hans dotter och svärson i slottet.